# Erich Probst
Erich Probst (5 de desembre de 1927 - 16 de març de 1988) fou un futbolista austríac de les dècades del 1940 i 1950.
Amb la selecció d'Àustria debutà el maig de 1951 en un partit amistós davant Escòcia. Integrà la selecció que participà en el Mundial de 1954 a Suïssa, on fou el segon màxim golejador del campionat amb 6 gols, per darrere de Sandor Kocsis i compartit amb Max Morlock i Josef Hügi.
En total jugà 19 partits i marcà 17 gols. El seu darrer partit fou el març de 1960 davant França.
Pel que fa a clubs, la major part de la seva carrera la visqué a Admira Viena i Rapid Viena. També jugà breument a Alemanya (Wuppertal) i Suïssa (FC Zürich).

## Palmarès
- Lliga austríaca de futbol (4):
  - 1951, 1952, 1954, 1956
- Copa Zentropa (1):
  - 1951